# Willy Chirino
Willy Chirino, pseudonimo di Wilfredo José Chirino Rodríguez (Consolación del Sur, 5 aprile 1947), è un musicista e cantautore cubano di salsa e merengue.

## Discografia
- 1974: One Man Alone
- 1975: Chirino
- 1976: Chirino 3
- 1977: ¿Quién Salvó la Ciudad?
- 1978: Evolución
- 1979: Come Into My Music
- 1980: Diferente
- 1981: La Salsa y Yo
- 1982: Chirinísimo
- 1983: Subiendo
- 1985: 14 Éxitos
- 1985: Zarabanda
- 1988: Amándote
- 1989: Lo Que Está Pa' Ti
- 1990: Acuarela del Caribe
- 1991: Oxígeno
- 1992: Un Tipo Típico y Sus Éxitos
- 1992: Mis Primeros Éxitos
- 1993: South Beach
- 1994: Oro Salsero: 20 Éxitos
- 1994: Brillantes
- 1995: Asere
- 1996: Antología Tropical
- 1997: Baila Conmigo
- 1997: Oro Salsero: 10 Éxitos Vol. 1
- 1998: Oro Salsero: 10 Éxitos Vol. 2
- 1998: Cuba Libre
- 1999: 20th Anniversary
- 2000: Greatest Hits
- 2000: Soy
- 2001: Afro-Disiac
- 2002: 15 Éxitos
- 2003: Serie Azul Tropical
- 2004: Son del Alma
- 2005: Cubanísimo
- 2005: 20 Éxitos Originales
- 2006: En Vivo: 35º Aniversario
- 2007: Amarraditos
- 2007: Lo Esencial
- 2007: Tesoros de Colección
- 2008: Pa' Lante
- 2008: Grandes Éxitos en Vivo
- 2011: My Beatles Heart
- 2011: Mis Favoritas
- 2012: Llegó la Navidad
- 2013: Soy... I Am: Mis Canciones - My Songs
- 2014: Serie Platino

## Curiosità
Ha partecipato alla telenovela La Zulianita del 1977.